# Bous al carrer

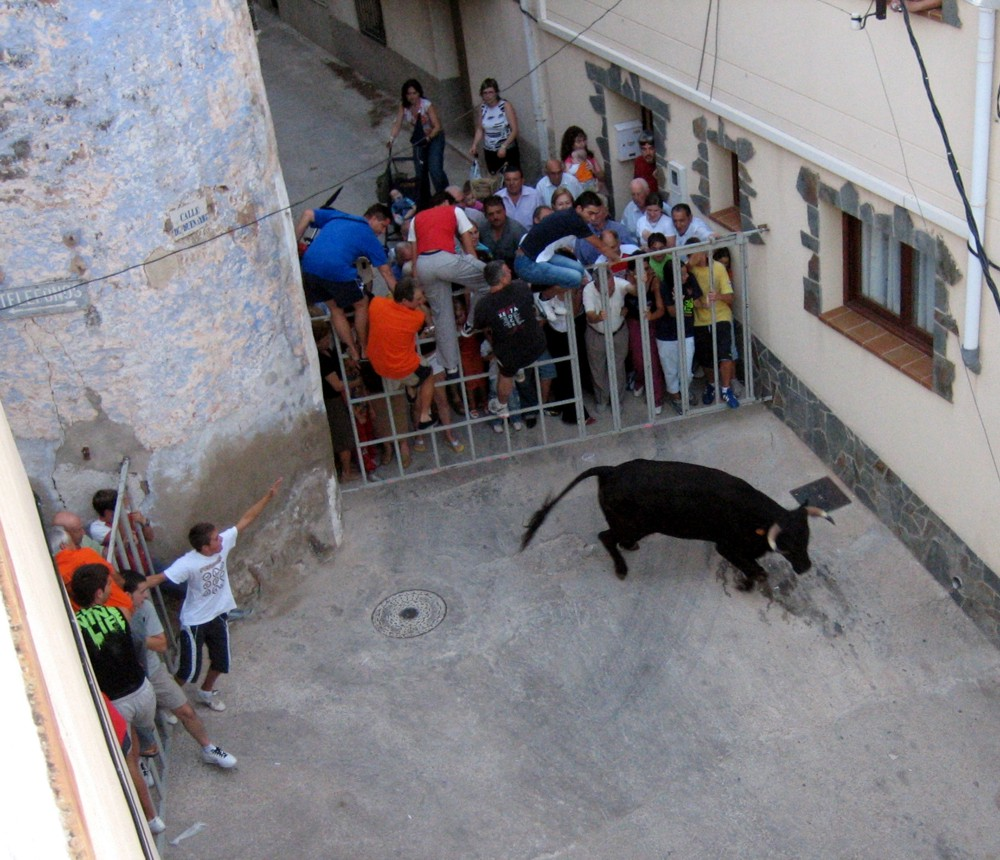
Bou al carrer a Alfara de Carles

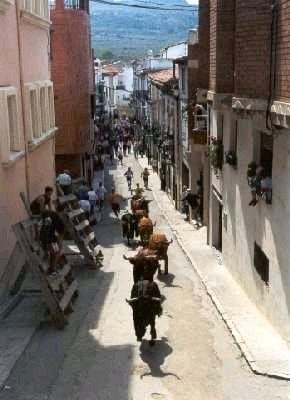
Bous a Albocàsser

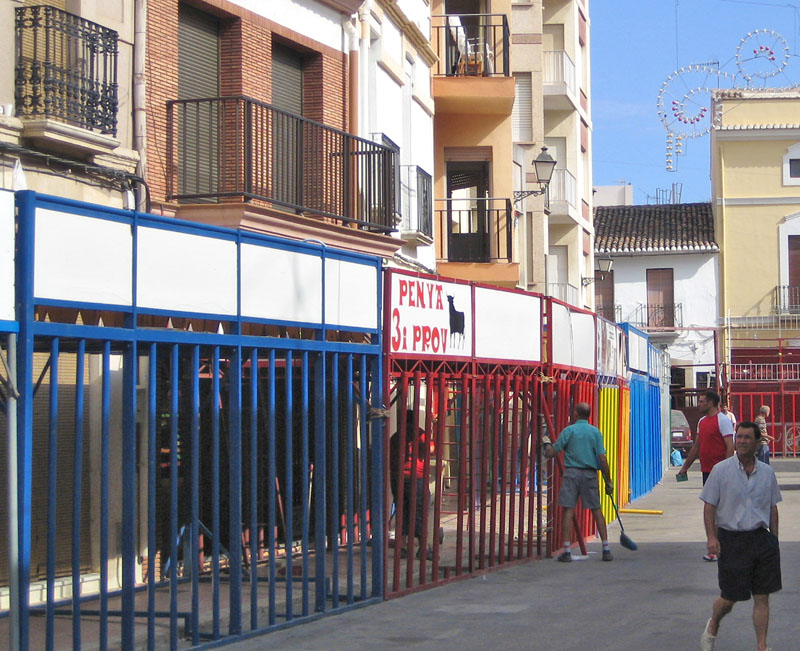
Escarafalls al carrer, al Verger

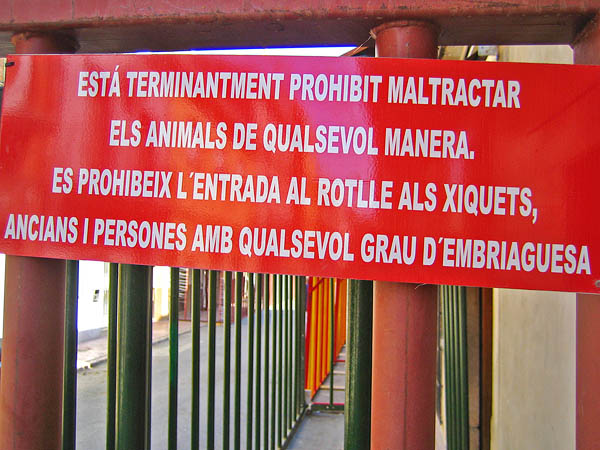
Les regles dels bous al carrer prohibeixen el maltractament físic del bou

Els bous al carrer, correbou o correbous és un tipus de festa taurina popular que es practica a molts pobles del País Valencià i de Catalunya, sobretot a les comarques de la Marina Alta, l'Alt Millars, l'Alt Palància, el Baix i Alt Maestrat, el nord de la Plana Alta, la Plana Baixa, l'Horta Nord, a la Comunitat Valenciana, i al Baix Ebre i al Montsià a Catalunya. És molt típic de fer soltes de vaques, que és el mateix però emprant vaques. Si bé es pot fer a qualsevol moment de l'any, en general coincideix amb les festes patronals i la majoria es fan a l'agost.

## Descripció
Els carrers, típicament els més llargs i amples del vilatge, es tanquen amb unes tanques de ferro o fusta a cada entrada. Als costats dels carrers, s'hi munten els barrots i el corral que són gàbies amb engraellats de ferro, i seients situats a dalt. Aquests permeten de sortir i entrar fàcilment, i així es pot envestir el bou, fugir cap a dins i observar-lo sense perill. També es disposen barrots per dins del recinte, a l'obert, que permeten d'amagar-s'hi a dins, i algun "enganyador" (espai resguardat per una mampara de fusta, darrere la qual es refugia el torero o altra persona quan es veu perseguit pel bou en la plaça on se fan les curses de braus) o filar a dalt i així escapar del bou.
Quan tothom siga al seu lloc –els atrevits a baix, els més tímids a dalt– se solta un bou al carrer. L'espectacle consisteix a sortir al carrer des dels barrots (sortir a torejar), envestir l'animal i córrer a amagar-se entre les reixes de nou.
En són una varietat els bous a la mar practicats a Dénia, Benicarló i, fins al 2015 a l'Ampolla, on en comptes del carrer hi ha uns enormes barrots, en forma d'arena, oberta a la mar. Aquí l'objectiu és de fer entrar el bou a l'aigua.

## Polèmiques
Potser el que més caracteritza aquest espectacle és que, a diferència de la major part dels espectacles taurins, no es mata ni es fereix l'animal. Es prohibeix terminantment el maltractament físic, si no mental, del bou. Si bé, com que van lligats o porten foc a les banyes, alguns moren d'estrès. Una de les regles és que ningú no hi utilitze navalles, pals afilats o articles que feren malbé el bou, ni tampoc li poden llançar objectes. Tanmateix hi ha qui el critica en el sentit que l'objectiu és molestar i enrabiar el bou perquè perseguisca els participants. Si s'hi afegeixen els xiulets i espentes que rep dels espectadors, alguns consideren que la bèstia sí que pateix.
Malgrat tot açò, les festes dels bous gaudeixen d'un notable suport popular al sud de Catalunya i es realitzen molts actes taurins al País Valencià, i al 2015, quan es varen veure amenaçades, hi va haver una manifestació en suport d'aquestes a Amposta.
A Olot, però, animalistes també es varen manifestar en 2016 en contra de la celebració de correbous. Aquesta manifestació va precedir una consulta ciutadana en l'esmentat municipi a on el 60,06% dels electors va emetre un vot a favor d'acabar amb l'espectacle taurí de les Festes del Tura. Posteriorment, el ple de l'Ajuntament d'Olot va ratificar per unanimitat la prohibició dels correbous en el municipi. De forma similar, un altre consulta relativa a les "vaquetes" es va realitzar al 2022 al municipi de Santpedor, a on el "no" relatiu a celebrar aquestes va guanyar igual que a la consulta anterior realitzada al mateix municipi tres anys abans. A Vidreres, però, els veïns varen votar a favor de mantenir la festa.
Tant personalitats ebrenques del món de la cultura i la societat, com d'altres parts de Catalunya, com es el cas de la Pilar Rahola o d'en Peyu, com internacional en el cas de la Jane Goodall, varen mostrar la seva oposició a la celebració de correbous.
Segons una enquesta encarregada per l'entitat animalista ADDA al 2012, el 68% dels catalans es mostraven contraris a la celebració dels correbous. Al 2020, segons una enquesta posterior encarregada per la plataforma animalista Prou Correbous, el 81,3% dels catalans consideraven que els correbous suposen maltractament animal, i el 85,5% consideraven que els correbous no haurien de subvencionar-se amb diners públics.
També s'han realitzat crítiques relatives al cost econòmic en diners públics que tenen aquestes festes tant a Catalunya com al País Valencià. La Comunitat Valenciana es, de fet, la comunitat autònoma de l'estat espanyol que lidera la inversió en festejos taurins al carrer, amb una despesa d'aproximadament 17 milions d'euros en els bous al carrer que s'hi celebren.